# Zygopteridales
Las Zygopteridales son un orden de Pteridophytas que surgieron durante el Misisípico y se extinguieron en el Pérmico.
Su morfología parece indicar que las plantas de este orden estaban aclimatadas a ambientes con poca abundancia de agua. Su fronde más característica presenta un raquis cuadriseriado. La estela presenta xilema en forma de clepsidra (como la forma de un reloj de arena) cuando esta se encuentra asociada a una fronde.